# عضو غولجي الوتري
عضو غولجي الوتري (جي تي أو) (يُطلق عليه أيضًا اسم عضو غولجي، أو العضو الوتري، أو العضو الوتري العصبي أو المغزل الوتري العصبي) هو مستقبل من مستقبلات الحس العميق – نوع من المستقبلات الحسية القادرة على استشعار التغيرات في التوتر العضلي. يتوضع عضو غولجي الوتري في المنطقة الواصلة بين العضلة ووترها المعروفة باسم الموصل العضلي الوتري. يعمل عضو غولجي الوتري على توفير المكون الحسي اللازم لمنعكس غولجي الوتري.
يمثل مصطلح «عضو غولجي الوتري» واحدًا من المصطلحات العديدة التي تحمل اسم الطبيب الإيطالي كاميليو غولجي.

## البنية
يتألف جسم عضو غولجي الوتري من مجموعة من خيوط الكولاجين المفتولة (حزم داخل مغزلية) المغلفة داخل محفظة وقليلة الانضغاط مقارنة بأي مكان آخر من الوتر. ترتبط المحفظة في سلسلة (على طول مسار واحد) مع مجموعة من الألياف العضلية (10-20 ليف) في أحد طرفيها، بينما تندمج مع الوتر في الطرف الآخر. تتميز كل محفظة بطول يقارب 1 مم، وقطر يقارب 0.1 مم بالإضافة إلى انثقابها بواحد أو أكثر من الألياف العصبية الحسية «آي بي» (ألياف إيه ألفا)، التي تمثل مجموعة من المحاوير الكبيرة (12-20 ميكرومتر) المغمدة بالميالين القادرة على توصيل النبضات العصبية بسرعة فائقة. داخل المحفظة، تفقد الألياف الواردة أغمدتها الميالينية، فتتفرع وتتشابك مع ألياف الكولاجين مشكلة نهايات مسطحة ورقية الشكل بين خيوط الكولاجين.

## الوظيفة
عند توليد العضلة للقوة، تتعرض النهايات الحسية للانضغاط. يؤدي هذا الشد إلى تشويه شكل نهايات المحوار الوارد من النمط «آي بي»، ما يسمح بفتح القنوات الهابطية الحساسة للشد. نتيجة لذلك، يحدث زوال استقطاب المحوار «آي بي» ليطلق النبضات العصبية التي تنتشر بدورها في النخاع الشوكي. ينقل تواتر جهد الفعل القوة التي طورتها الألياف العضلية خارج المغزلية البالغ عددها 10-20 ليف في العضلة. يمثل متوسط النشاط في مجموعة العضو الوتري قوة العضلة الإجمالية.
يولد الارتجاع الحسي من النمط «آي بي» منعكسات الشد والاستجابات فوق النخاعية المسؤولة عن التحكم في التقلص العضلي. تتشابك الألياف الواردة من النمط «آي بي» مع العصبونات البينية في النخاع الشوكي التي تمتد تفرعاتها أيضًا إلى المخيخ والقشرة المخية في الدماغ. يساعد منعكس غولجي الوتري على تنظيم قوة التقلص العضلي. يرتبط ذلك مع النمط «آي بي». تنقل الأعضاء الوترية إشارات القوة العضلية عبر النطاق الفيزيولوجي الكامل، وليس فقط ضمن نطاق الجهد العالي.
خلال التحرك، تعمل مدخلات «آي بي» على استثارة العصبونات الحركية الخاصة بالعضلات الحاملة للمستقبلات عوضًا عن تثبيطها، بالإضافة إلى تأثيرها على توقيت الانتقالات بين مرحلتي التوقف والتأرجح في عملية التحرك. يُعتبر التحول إلى الاستثارة الذاتية شكلًا من أشكال الارتجاع الإيجابي.
تمثل المسارات الصاعدة أو الواردة إلى المخيخ كلًا من السبيلين المخيخيين النخاعيين البطني والظهري. تشارك هذه المسارات في تنظيم المخيخ للحركة.